# Rivula caledonica
Rivula caledonica är en fjärilsart som beskrevs av Holloway 1979. Rivula caledonica ingår i släktet Rivula och familjen nattflyn. Inga underarter finns listade.